# يمل سوير
يمل سوير (بالإنجليزية: Lemuel Sawyer)‏ (و. 1777 – 1852 م) هو سياسي، ومحامي من الولايات المتحدة الأمريكية. ولد في إليزابيث سيتي، كارولاينا الشمالية.
وهو عضو في الحزب الديمقراطي الأمريكي.

## التعليم
تعلم في جامعة ولاية كارولينا الشمالية في تشابل هيل.